# Orchestre symphonique national de la radio polonaise

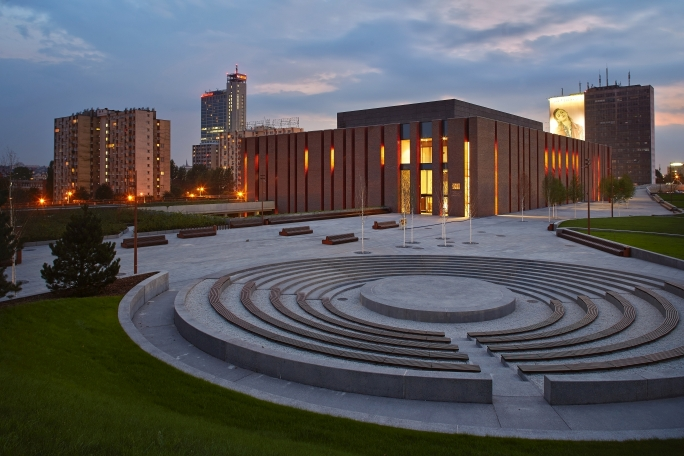

L’Orchestre symphonique national de la radio polonaise (autrefois Grand orchestre de la radio polonaise) est un orchestre symphonique polonais basé à Katowice. 

## Histoire
Reconnue comme l'une des meilleures formations polonaises actuelles, l’orchestre a été fondé en 1935 à Varsovie par Grzegorz Fitelberg. Fitelberg dirige la formation jusqu'en 1939, avant sa dissolution pendant la seconde guerre mondiale. En mars 1945, l’orchestre est réactivé à Katowice par Witold Rowicki puis la direction artistique est reprise par Fitelberg de 1947 jusqu'à sa mort en 1953. 
Un nombre important de chefs d’orchestre et de solistes se sont produits avec l’orchestre tant en Pologne qu’à l’étranger, notamment Martha Argerich, Leonard Bernstein, Stanisław Wisłocki, Placido Domingo, Pierre Fournier, Barbara Hendricks, Wilhelm Kempff, Kirill Kondrachine, Marguerite Long, Arthur Rubinstein, Henryk Szeryng ou Krystian Zimerman, qui l'a également dirigé. 
L’orchestre a joué dans la quasi-totalité des pays d’Europe, ainsi qu'en Asie et en Océanie, aux États-Unis, au Canada et au Brésil.
En 2023, Marin Alsop est nommée directrice artistique et cheffe de l’Orchestre symphonique national de la radio polonaise à compter de la saison 2023-2024, pour une durée de trois ans.

## Chefs permanents
- Gabriel Chmura (depuis 2001) (premier chef invité Stanisław Skrowaczewski)
- Antoni Wit (1983-2000)
- Kazimierz Kord (1969-1973)
- Jan Krenz (1953-1968)
- Grzegorz Fitelberg (1947-1953)
- Witold Rowicki (1945-1947)
- Grzegorz Fitelberg (1935-1939)

## Répertoire
L’ensemble a eu l’honneur de coopérer avec les plus grands compositeurs de la deuxième moitié du XXe siècle, tels Wojciech Kilar, Witold Lutosławski, Krzysztof Penderecki, et Henryk Górecki, en présentant de nombreuses premières de leurs œuvres. 
L’enregistrement des cinq concertos pour piano de Sergueï Prokofiev sous la direction d'Antoni Wit avec Kun Woo Paik au piano a obtenu un Diapason d’Or ainsi que le Grand prix du disque de l'Académie Charles-Cros, tandis que l’enregistrement de la Turangalîla-Symphonie d’Olivier Messiaen sous la direction d'Antoni Wit a été récompensé par un « Cannes Classical Award 2002 ».